# Акатово (Псковская область)
Акатово — деревня в Шиковской волости Островского района Псковской области.
Расположена в 57 км к востоку от города Острова и в 11 км к северо-востоку от волостного центра, деревни Шики.
Численность населения деревни по состоянию на 2000 год составляет 26 человек.